# Marijn Kuipers
Marijn Kuipers (Oranjewoud, 9 april 2000), is een Nederlandstalige vlogster op YouTube, influencer en voormalig presentatrice van RUMAG.

## Biografie
Marijn Kuipers groeide op in Oranjewoud met haar grote zus. Vanaf haar tiende groeide Kuipers ook op in Katlijk. Kuipers zat op school in Heerenveen en volgde de studie Wellness & Lifestyle aan het Friesland College.
In 2020 stond Kuipers in de finale van de verkiezing Miss Beauty of Fryslân.
Van 2020 tot en met 2024 was Kuipers actief als presentatrice en verslaggeefster voor RUMAG. Daarnaast is ze ambassadeur voor Stichting Free a Girl.
In 2022 werd Kuipers door het blad FHM uitgeroepen tot Social Media Queen.
Kuipers nam in 2023 samen met Rijk Hofman deel aan Roadtrippers, een serie van StukTV waarin ze met een beperkt budget zo ver mogelijk van een bepaald startpunt moest reizen. Kuipers en Hofman begonnen hun reis in Santa Fe, Bolivia en eindigden hun reis in São Paulo, wat genoeg was om Giel de Winter en Stefan Jurriens te verslaan.
In 2024 was Kuipers een van de deelnemers aan het 24e seizoen van het RTL 4-programma Expeditie Robinson. Ze wist na 35 dagen de finale te behalen en eindigde als verliezend finalist. In de zomer van 2025 was Kuipers te zien in de Videoland-serie De Roelvinkjes, de realityserie van haar vriendje Dave Roelvink zijn familie.

## Privé
Kuipers heeft sinds augustus 2024 een relatie met Dave Roelvink.